# Zhane
Zhane er en R&B/Soul-duo fra USA. Duoen have et hit i 1993 med nummeret "Hey Mr. DJ".

Medlemmerne i duoen er Renee Neufville og Jean Norris-Baylor.
- Renee Neufville 2009
- Jean Baylor 2015

## Diskografi
- Pronounced jah-nay (1994)
- Saturday night (1997)

| Musikgruppe | Spire Denne artikel om en amerikansk musikgruppe er en spire som bør udbygges. Du er velkommen til at hjælpe Wikipedia ved at udvide den. |

- Wikimedia Commons har flere filer relateret til Zhane